# آنتونیو تارتالیا
آنتونیو تارتالیا (انگلیسی: Antonio Tartaglia؛ زادهٔ ۱۳ ژانویهٔ ۱۹۶۸) ورزشکار بابسلد اهل ایتالیا بود.